# Hyeronymus Sirturus
Hyeronymus Sirturus (Girolamo Sirtori) fue un erudito jesuita milanés que escribió al menos dos libros sobre política y telescopios entre 1614 y 1618. Es posible que inventara el método de esmerilado esférico de moldes, que mejoró drásticamente las técnicas de esmerilado y pulido de lentes.

## Biografía
Con la rápida difusión del telescopio pronto surgió la pregunta prioritaria sobre el inventor. Sirtori restó importancia al logro del primer descubrimiento del telescopio al presentar la historia de Johannes Lippersein, quien habría captado la idea de ' un genio o algún otro hombre, aún desconocido, de la raza de los holandeses, al cual había encontrado en Gerona ', que había visitado. fabricante de lentes de Middelburg.
Su libro Telescopium fue escrito alrededor de 1612, solo 4 años después de que se inventara el telescopio. El libro contenía un juego completo de instrucciones y diagramas para construir un telescopio refractor. Sirtori señaló que "un trabajador tenía que tener mucho cuidado al pulir, de lo contrario, la lente se volvería torcida o asférica con distorsión periférica". El libro establece que el objetivo es crear una lente con superficies perfectamente esféricas.

## Cifrado Sirtori
Se cree que Sirtori también podría ser el autor del cifrado Sirtori, entregado al rey Felipe II y ordenado el 1 de julio de 1574. El texto cifrado contiene hallazgos mineros de puertos americanos (oro y plata), y se conservó en el AGI (Archivo General de Indias). Desde 1509 el Rey había ordenado que todas las riquezas americanas fueran 'secretas' o 'codificadas' con el código que "usted ha tomado del Secretario". Esta matriz se perdió y el contexto de las páginas supervivientes no está claro

## Obras
El Compendium politicum: ex universa civili doctrina Justi Lipsii pro principatu, tum ex Notis integra fide concinnatum fue publicado por Persius en Frankfurt en 1614.., y el Telescopium: sive ars perficiendi novum illud Galilaei virorium instrumentum ad sydera, de Paul Jacob en 1618
Variaciones de nombre: Sirtori, Geronimo Sirtori, Gieronimo Sirtori, Hieronimo Sirtori, Hieronimus Sirtori, Hieronymus Sirtori, Jerome Sirtori, Jerosme Sirtori, Jerôme Sirturus, Hieronymus.